# Peach-Pit
PEACH-PIT (ピーチ・ピット Pīchi Pitto?) es un dúo de mangakas japonesas, compuesta por Banri Sendo (千道 万里 Sendō Banri?) y Shibuko Ebara (えばら 渋子 Ebara Shibuko?). El nombre del grupo deriva del comedor del TV Show Beverly Hills, 90210. ambas tienen estilos similares, con solo ver algunos de sus trabajos es posible identificar qué artista es la que dibuja. Ellas son reconocidas por sus estilos Bishōjo. Como se señala en sus libros, ambas son Géminis y "Casi mojamos nuestros teléfonos en el inodoro...dos veces."
Las dos crecieron juntas, fueron a la misma escuela primaria y desde entonces son amigas. Ambas comenzaron como doujinshi artistas manga, pero no como PEACH-PIT. Luego fue descubierto por Dengeki Comic Gao!. En el 2008, uno de sus mangas, Shugo Chara!, fue galardonado con el Kodansha Manga Award por el mejor manga para niños.
A menudo se comparan los trabajos de las Peach-Pit con los de CLAMP por el parecido entre DearS y Chobits y el de Shugo Chara! con el de Sakura Card Captors.
Banri Sendo nació el 7 de junio y el dúo es la responsable del guion de todas las historias. Shibuko Ebara nació el 21 de junio y es responsable de los nombres que debe darse a las obras. Si la trama de Banri es nítida y detallada, para Shibuko es mucho más suave y delicada. Durante la creación de su trabajo las dos se dividen por igual en las obras de diseño. Ambas autoras son apasionadas sobre el modelado y en particular como el de Super Dollfie, un tipo de muñeca japonesa utiliza como base para el modelado de Shinku Suiseiseki y Souseiseki de Rozen Maiden.

## Proyectos
- Prism Palette (プリスムパレト?) (2001) (un tomo)
- DearS (ディアーズ Diāzu?) (2002 - 2005) (8 tomos)
- Rozen Maiden (ローゼンメイデン Rōzen Meiden?) (2002 - 2014) (18 tomos)
- Zombie-Loan (ゾンビローン Zonbi Rōn?) (2003 - 2011) (13 tomos)
- Shugo Chara! (しゅごキャラ! Shugo Kyara!?) (2006 - 2010) (10 tomos)
- Ōkami Kakushi (おおかみかくし?) (2010)